# Yurikuma Arashi
Yurikuma Arashi (jap. ユリ熊嵐), auch Love Bullet→Yurikuma Arashi, ist eine Anime-Serie von 2015, der auch als Manga adaptiert wurde. Er ist nach Utena. Revolutionary Girl und Mawaru Penguindrum der dritte Anime von Kunihiko Ikuhara, der auch das Serienskript schrieb und Regie führte und teilt mit diesen eine surreale, allegorische Handlung in Shōjo-Ästhetik.
Der Titel bedeutet übersetzt „Yuri-Bären-Sturm“, wobei Yuri der japanische Name der Lilie ist, als auch eine Genrebezeichnung für Werke, in denen es um Liebe zwischen Mädchen geht.

## Handlung
Eines Tages explodierte der Asteroid Kumalia nahe der Erde. Als dessen Bruchstücke auf die Erde herabfielen, erhoben sich plötzlich die Bären und fingen an die Menschen anzufallen. Die Menschen errichteten daraufhin die gewaltige „Mauer des Aussterbens“ (断絶の壁, danzetsu no kabe) um beide Arten voneinander zu trennen.
Schauplatz der Handlung ist die „Sturmhöhen-Schule“ (嵐が丘学園, Arashigaoka Gakuen) an der sich die beiden als Menschen getarnten Bärinnen Ginko Yurishiro (百合城 銀子) und Lulu Yurigasaki (百合ヶ咲 るる) einschleichen um die Schülerinnen dort zu verzehren. Dort erregt die Schülerin Kureha Tsubaki (椿輝 紅羽) die sich in einer heimlichen Beziehung mit ihrer Klassenkameradin Sumika Izumino (泉乃 純花) befindet, Ginkos Interesse. Als beider Lilienbeet verwüstet wird bietet die Klassensprecherin Mitsuko Yurizono (百合園 蜜子) beiden an mit ihnen dieses morgen früh aufzuräumen. Am nächsten Tag ist Sumika verschwunden. Kureha erhält einen Anruf, der ihr mitteilt wenn ihre Liebe zu Sumika echt sei müsse sie sich den Bären stellen und wird von Ginko und Lulu angegriffen und erlebt eine Art Vision. In dieser müssen Ginko und Lulu sich dem „Gericht der Ausrottung“ (断絶のコート, danzetsu no kōto), bestehend aus den menschenähnlichen Bären und einzigen männlichen Figuren Richter Life Sexy (ライフ・セクシー, Raifu Sekushī), Staatsanwalt Life Cool (ライフ・クール, Raifu Kūru) und Verteidiger Life Beauty (ライフ・ビューティー, Raifu Byūtī), in einem Yuri-Prozess (ユリ裁判, yuri saiban) stellen, wo sie von ihrer Sünde einen Menschen gegessen zu haben freigesprochen werden und es ihnen erlaubt wird sich an Kureha zu laben. Mitsuko entdeckt wie Ginko und Lulu in ihrer Bärenform ein Mädchen verspeisen.
Als Sumika am nächsten Tag für tot erklärt wird, ist dies ein Schock für Kureha. Sie erhält einen weiteren gleichartigen Anruf, wo sie von einem weiteren Bär, ihre Mitschülerin Konomi Yurikawa (百合川 このみ) angegriffen, die eifersüchtig ist, dass Mitsuko ihr mehr Aufmerksamkeit widmet. Nach einem weiteren Verfahren gegen Ginko und Lulu rettet Mitsuko sie jedoch mit einem Schuss vor Konomi. Es stellt sich jedoch heraus das auch Mitsuko Yurizono von Kureha besessen und selber ein Bär ist.

## Anime
Das Werk wurde im August 2012 auf einem Comiket-Event zu Mawaru Penguindrum als Kunihiko Ikuhara/Penguinbear Project angekündigt und im März 2013 vorgestellt. Das Grundkonzept zur Serie stammt von Kunihiko Ikuhara und als Autor des Werks wird das Sammelpseudonym Ikunigomakinako angegeben, wobei Ikuni das Pseudonym Ikuharas ist. Dieser schrieb zudem zusammen mit Takayo Ikami das Serienskript, führte Regie assistiert von Tomohiro Furukawa und war zudem wie ebenfalls bei Mawaru Penguindrum der Tonregisseur. Animiert wird die Serie von Studio Silver Link. mit dem Character Design von Etsuko Sumimoto, basierend auf den Entwürfen von Akiko Morishima.
Die erste Folge erhielt am 7. Dezember 2014 in einer Sonderveranstaltung im Kadokawa Cinema Shinjuku eine Vorabpremiere. Die 12 Folgen wurden dann vom 6. Januar bis 31. März 2015 kurz nach Mitternacht (und damit am vorigen Fernsehtag) auf Tokyo MX ausgestrahlt, gefolgt von TV Aichi, Mainichi Hōsō, BS-11 und AT-X.
Parallel dazu wird die Serie mit deutschen, französischen, italienischen und spanischen Untertiteln von Crunchyroll in Mittel- und Südamerika, dem Nahen Osten, Nordafrika und Europa (ohne UK) als Simulcast gestreamt. Funimation streamt eine englische Fassung für Nordamerika.
Der Anime soll zwischen dem 25. März und 26. August 2015 auf sechs Blu-rays/DVDs veröffentlicht werden.

### Synchronisation
| Rolle            | japanischer Sprecher (Seiyū) |
| ---------------- | ---------------------------- |
| Kureha Tsubaki   | Nozomi Yamane                |
| Ginko Yurishiro  | Miho Arakawa                 |
| Lulu Yurigasaki  | Yoshiko Ikuta                |
| Mitsuko Yurizono | Aoi Yūki                     |
| Konomi Yurikawa  | Ami Koshimizu                |
| Sumika Izumino   | Yui Ogura                    |
| Yurika Hakonaka  | Kikuko Inoue                 |
| Life Sexy        | Jun’ichi Suwabe              |
| Life Cool        | Mitsuki Saiga                |
| Life Beauty      | Kazutomi Yamamoto            |

### Musik
Die Hintergrundmusik zur Serie stammt wie bei Mawaru Penguindrum von Yukari Hashimoto. Der Vorspanntitel Ano Mori de Matteru (あの森で待ってる, „ich warte in jenem Wald“) wurde komponiert, getextet und gesungen von Bonjour Suzuki, während der Abspanntitel Territory von Hainokoton getextet, Hachiōji P komponiert und von Miho Arakawa, Yoshiko Ikuta und Nozomi Yamane unter ihren Rollennamen gesungen.
Der Vorspann soll am 25. Februar und der Abspann am 25. März als Single veröffentlicht werden sowie der Soundtrack am 24. April 2015.

## Manga
Die Shōjo-Mangaka Akiko Morishima, deren Werk Hanjuku Joshi in Deutschland als Highschool Girls erschien, adaptierte das Werk als Manga. Dieser entstand parallel zum Anime erschien jedoch auf Grund der längeren Produktionszeit des Anime bereits am 28. Februar 2014 (Ausgabe 4/2014) im Seinen-Magazin Comic Birz von Gentōsha Comics. Die Handlung des Manga unterscheidet sich dabei von der des Anime. Bisher (Stand: Januar 2015) wurden die Kapitel in einem Sammelband (Tankōbon) zusammengefasst.